# Fritz Stein
Fritz Stein, właśc. Friedrich Wilhelm Stein (ur. 17 grudnia 1879 w Gerlachsheim, zm. 14 listopada 1961 w Berlinie) – niemiecki muzykolog, dyrygent i organista.

## Życiorys
W latach 1898–1902 studiował teologię w Heidelbergu. Następne podjął studia muzyczne w Lipsku: w konserwatorium u Stephana Krehla i Arthura Nikischa (dyrygentura), na uniwersytecie u Hugo Riemanna (muzykologia) oraz prywatnie u Karla Straubego i Philippa Wolfruma (gra organowa). W 1910 roku uzyskał na uniwersytecie w Heidelbergu tytuł doktora na podstawie rozprawy Zur Geschichte der Musik in Heidelberg (wyd. Heidelberg 1912; nowe wyd. pt. Geschichte des Musikwesens in Heidelberg bis zum Ende des 18. Jahrhunderts 1921). Od 1906 roku działał w Jenie jako miejski organista i uniwersytecki dyrektor muzyczny, od 1913 roku był profesorem uniwersytetu w Jenie. Podczas I wojny światowej powołany do wojska, prowadził chór męski, z którym występował na froncie zachodnim. W latach 1918–1933 działał w Kilonii, początkowo jako organista, a od 1920 roku wykładowca na uniwersytecie. Założył towarzystwo oratoryjne, organizował festiwale: bächowski, händlowski oraz muzyki współczesnej. 
W 1933 roku został powołany na dyrektora Hochshule für Musik w Berline. Związany z władzami nazistowskimi, pełnił funkcję przewodniczącego Reichsverbund für Evangelische Kirchenmusik i kierownika Amt für Chorwesen und Volkmusik przy Reichsmusikkammer, dyrygował też zespołem chóralnym w osobistym oddziale SS Heinricha Himmlera. Usiłował jednak bronić przed zwolnieniem z uczelni Paula Hindemitha. Po 1945 roku poświęcił się wyłącznie pracy naukowej.
Interesował się życiem i twórczością Maxa Regera, któremu poświęcił prace Max Reger (Poczdam 1939) oraz Max Reger: Sein Leben in Bildern (Lipsk 1941), opracował też tematyczny katalog dzieł kompozytora. W zbiorach biblioteki uniwersytetu w Jenie odnalazł rękopis symfonii tzw. Jenajskiej (wyd. 1911), błędnie przypisanej Ludwigowi van Beethovenowi, która okazała się później dziełem Friedricha Witta.